# Aíto García Reneses

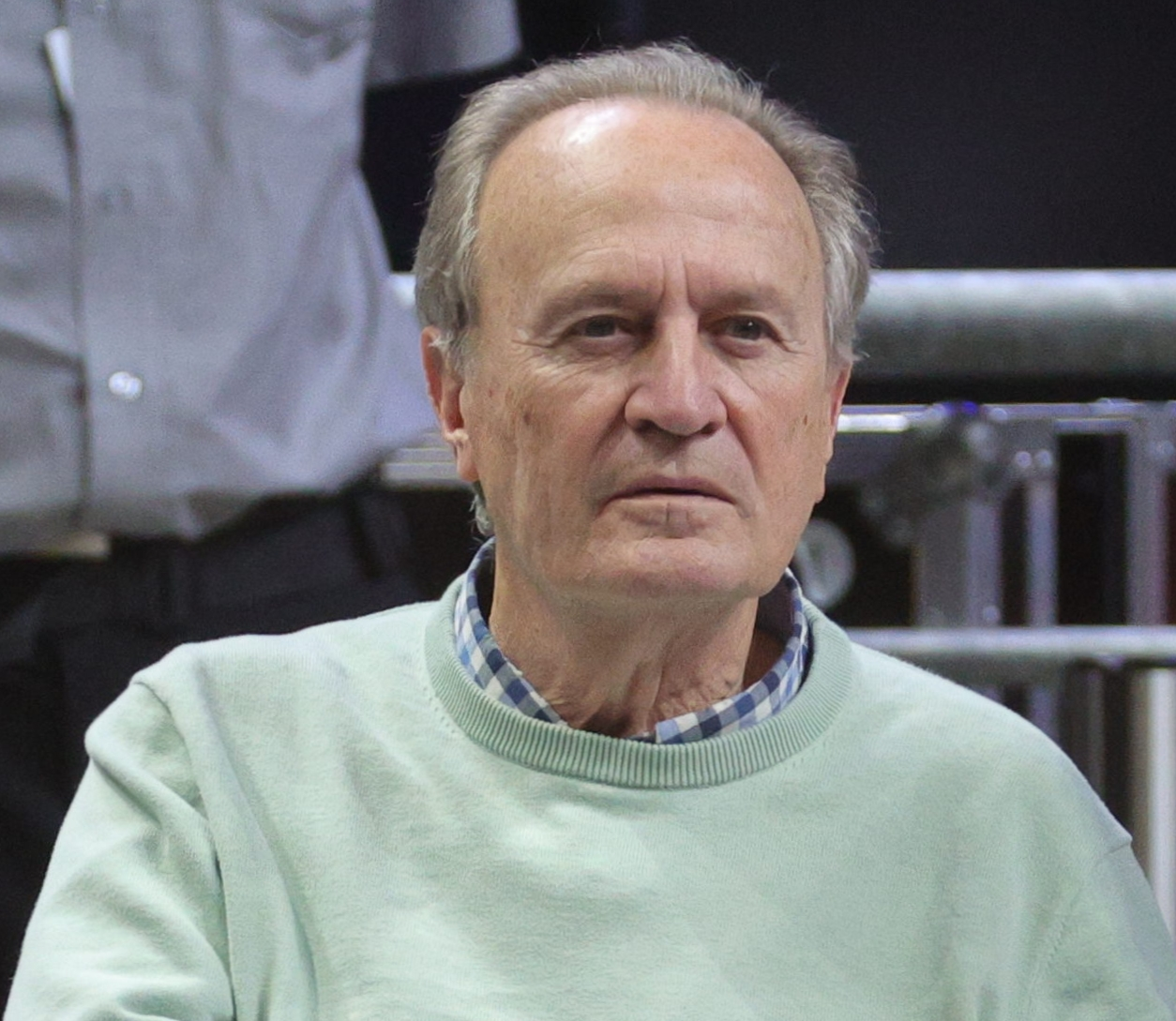
Aíto García Reneses (2024)

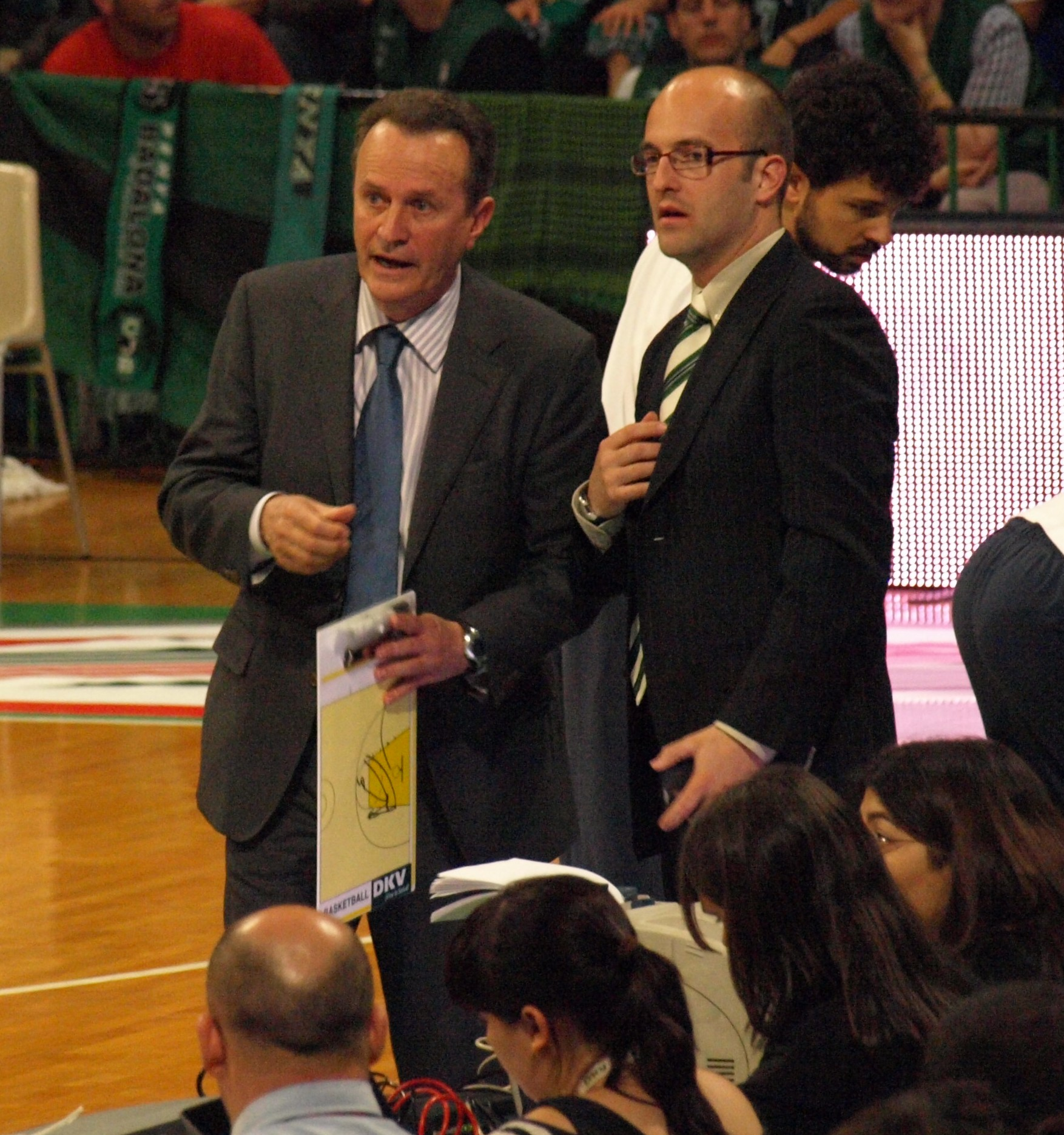
Garciá Reneses (links im Bild) im Jahr 2008

Alejandro „Aíto“ García Reneses (* 20. Dezember 1946 in Madrid) ist ein spanischer Basketballtrainer. Von 2017 bis 2021 war er Cheftrainer des deutschen Bundesligisten Alba Berlin.
García Reneses, der als Trainer unter anderem neun Mal die spanische Meisterschaft und fünf Europapokalwettbewerbe gewann sowie Spaniens Nationalmannschaft zu Olympiasilber führte, förderte spätere spanische National- und NBA-Spieler wie Pau Gasol, Rudy Fernandez, Juan Carlos Navarro und Ricky Rubio, auch der Lette Kristaps Porzingis war einer seiner Schüler.

## Laufbahn

### Als Spieler
García Reneses war als Aufbauspieler zehn Jahre lang erst für Estudiantes Madrid (1963–1968) und dann den FC Barcelona (1968–1973) tätig. Beim FC Barcelona wurde er Mannschaftskapitän. Als Spieler beschrieb er sich selbst als „ein schlechter Werfer, langsam, schlau in der Auswahl der Spieloptionen, stark beim Zug zum Korb, gut beim Geben von Vorlagen... Eine Mischung aus all dem.“
Während seiner Zeit in Barcelona als Spieler studierte er Physik und Telekommunikation. Dank der erworbenen Kenntnisse konzipierte er elektronische Basketball-Anzeigetafeln, die in mehr als dreißig Sporthallen in ganz Spanien aufgehängt wurden.

### Als Trainer
Er beendete seine Spielerzeit 1973 und trat die Cheftrainerstelle bei Círcol Catòlic de Badalona an. Dort blieb er bis 1983, gefolgt von zwei Jahren auf der Bank von CB Joventut de Badalona.
Zwischen 1985 und 2001 war García Reneses in unterschiedlichen Posten für den FC Barcelona tätig: Von 1985 bis 1990, zeitweise in der Saison 1992/93 sowie von 1993 bis 1997 und von 1998 bis 2001 als Cheftrainer. Er führte „Barca“ zu neun spanischen Meistertiteln (1987, 88, 89, 90, 95, 96, 97, 99, 2001), zudem gewann er mit der Mannschaft in den Jahren 1987, 88, 94 und 2001 den spanischen Königspokal sowie drei europäische Vereinswettbewerbe: 1986 den Saporta-Cup und 1987 sowie 1999 den Korac-Cup. 1990 erreichte Barcelona unter seiner Leitung das Endspiel im Europapokal der Landesmeister, verlor aber gegen Split. Auch 1996 stand García Reneses mit seiner Mannschaft im Endspiel, verpasste den Gewinn des wichtigsten Europapokals aber knapp, als rund fünf Sekunden vor Schluss der Korbleger eine Barcelona-Spielers von Panathinaikos’ Stojan Vrankovic geblockt wurde. Barcelona sah diese Abwehraktion als regelwidrig an, der eingelegte Protest hatte aber keinen Erfolg. Das Endspiel im selben Wettbewerb im Jahr 1997 verlor García Reneses mit seiner Mannschaft deutlich gegen Olympiakos Piräus.
In seiner zweiten Amtszeit bei CB Joventut de Badalona (2002 bis 2008) gewann die Mannschaft unter seiner Leitung 2006 den FIBA Europe Cup, den ULEB-Cup im Jahr 2008 sowie den spanischen Pokal 2006 sowie 2008. Am 15. Oktober 2005 setzte er in Badalona erstmals Ricky Rubio ein, der damit im Alter von 14 Jahren, elf Monaten und 24 Tagen zum jüngsten Spieler wurde, der in einem Spiel der spanischen Liga ACB auf dem Feld stand.
García Reneses war Cheftrainer der spanischen Nationalmannschaft, die bei den Olympischen Sommerspielen in Peking 2008 die Silbermedaille errang. Es folgten weitere Stationen bei spanischen Erstligisten: Von 2008 bis 2011 saß er bei Unicaja Málaga auf der Bank, führte zwischen 2012 und 2014 CDB Sevilla an und trainierte von 2014 bis 2016 CB Gran Canaria.

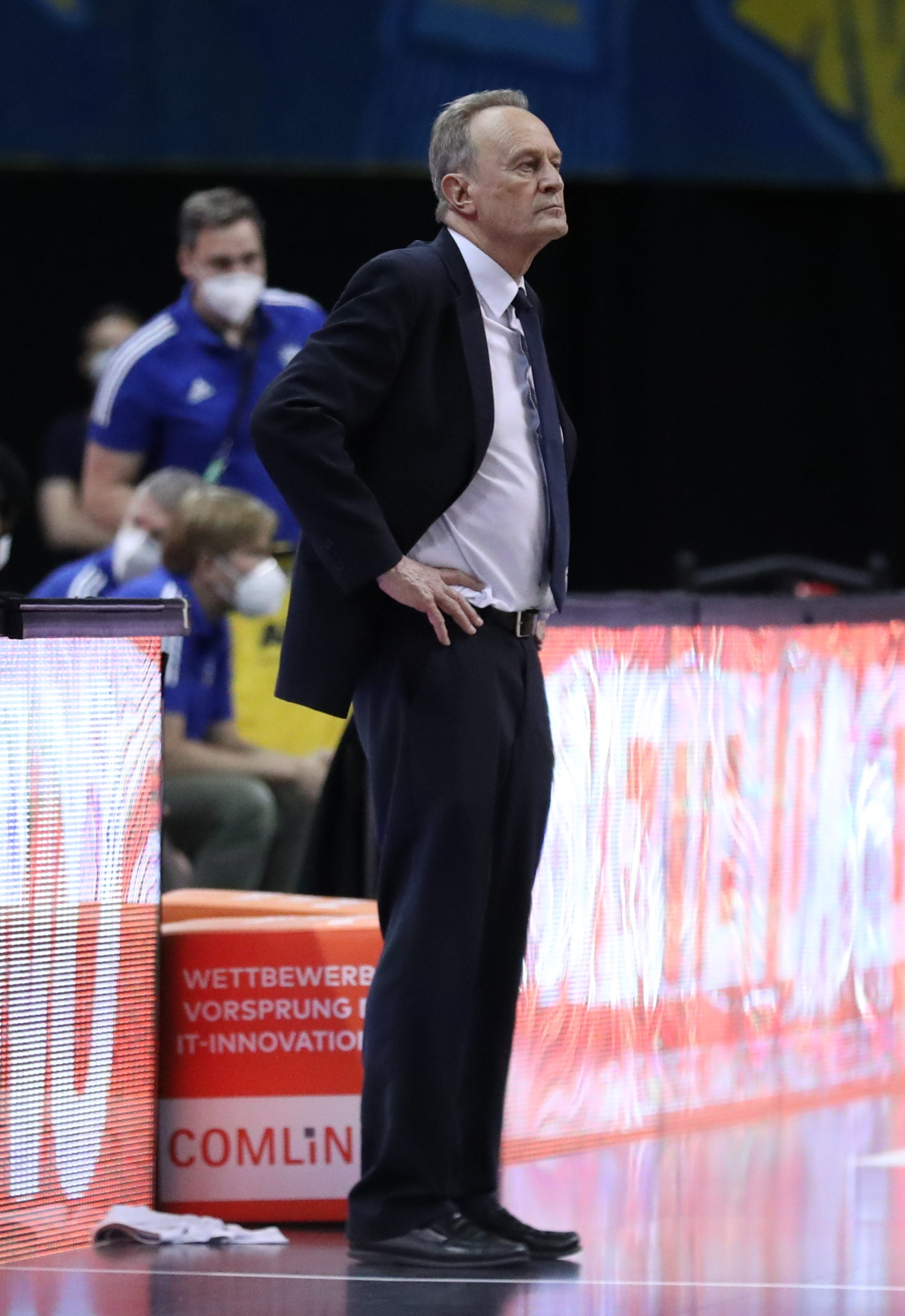
Aíto García Reneses (2021)

Nach einer einjährigen Auszeit übernahm er im Sommer 2017 das Cheftraineramt beim deutschen Bundesligisten Alba Berlin und wechselte damit im Alter von 70 Jahren erstmals zu einem ausländischen Verein. In seiner Premierensaison in Berlin wurde der Spanier als „Trainer des Jahres“ der Bundesliga ausgezeichnet. Unter García Reneses schafften mehrere Berliner Talente wie Tim Schneider und Bennet Hundt den Sprung in die Bundesliga-Mannschaft. 2018 und 2019 wurden die Berliner unter seiner Leitung jeweils deutscher Vizemeister. In der Saison 2018/19 führte der Spanier die Mannschaft zudem ins Endspiel des europäischen Vereinswettbewerbs Eurocup, wo man jedoch Valencia unterlag. Er passe perfekt zur „gewünschten Spielweise“ der Mannschaft und zur Entwicklung der jungen Spieler, würdigte der Berliner Sportdirektor Himar Ojeda im Jahr 2019 die Arbeit García Reneses‘. Im Februar 2020 führte er die Berliner Mannschaft zum Gewinn des deutschen Pokalwettbewerbs und im Juni 2020 zum Meistertitel: Das Saisonschlussturnier, welches nach der Unterbrechung wegen der Ausbreitung von COVID-19 ausgetragen wurde, um den deutschen Meister zu ermitteln, gewann er mit Alba ohne Niederlage. In der Saison 2020/21 gewann der Spanier mit Berlin erneut die deutsche Meisterschaft. Im Sommer 2021 gab er das Traineramt in Berlin an seinen Assistenten Israel González ab und begann ein Sabbatjahr.
Im Juli 2022 gab Bàsquet Girona, Aufsteiger in die spanische Liga ACB, die Verpflichtung García Reneses‘ bekannt. Anfang Juni 2023 beendete er seine Tätigkeit bei dem Verein.

### Als Basketballfunktionär
Von 1990 bis 1992 wirkte er als Sportdirektor beim FC Barcelona.

### Auszeichnungen
García Reneses wurde in den Jahren 1976, 1990 und 2008 zu Spaniens Trainer des Jahres gekürt. 2015 sowie 2019 wurde ihm die Auszeichnung als Eurocup-Trainer-des-Jahres zuteil.